# بریتیش ریل کلاس ۲۳۰
بریتیش ریل کلاس ۲۳۰ (انگلیسی: British Rail Class 230) یک قطار خودگرانشی دیزلی ساخت شرکت مترو کمل و ویواریل است.
این قطار که از سال ۱۹۷۹ تا ۱۹۸۳ در شرکت مترو کمل تولید و از سال ۲۰۱۵ تاکنون در شرکت ویواریل تولید می‌شود دارای ۹۷ کیلومتر در ساعت سرعت نهایی و ۳۰۰ کیلووات توان خروجی است.